# Zarzuela
Zarzuela [θaɾˈθwela] ist die Bezeichnung für eine typisch spanische Gattung des Musiktheaters, die einige Ähnlichkeit mit der französischen Opéra comique oder der Operette hat. Wie diese ist die Zarzuela durch abwechselnd gesprochenen und gesungenen Text gekennzeichnet. Die Musik der Zarzuela besteht überwiegend aus originalen Kompositionen, ergänzt um Volkslieder oder populäre Schlager, die zur Handlung passend ausgewählt wurden.

## Geschichte

### Ursprünge
Die Zarzuela entstand im frühen 17. Jahrhundert zunächst als höfisches Festspiel in der Art eines Singspiels und ist vor allem mit dem Namen des Dichters Pedro Calderón de la Barca verbunden. Die Versdialoge seiner Stücke wurden mit musikalischen Nummern in der Art des Vaudeville der Pariser Jahrmarktstheater angereichert.
In einer nahe bei Madrid im Norden gelegenen Waldgegend, dem sogenannten Pardo, hatte sich 1634 König Philipp IV. inmitten dichten Brombeergebüschs ein Schlösschen errichten lassen, das den Namen Palacio de la Zarzuela (von spanisch zarza „Brombeergebüsch“) bekam. Der Bruder des Königs, Kardinalinfant Ferdinand von Spanien, späterer Statthalter der spanischen Krone in den Niederlanden, war ein großer Freund der Jagd und benutzte dieses Schlösschen oft zur Übernachtung. Wenn das Wetter keine Jagd erlaubte, ließ der König zu seiner Unterhaltung die Komödianten aus den Theatern der nahe gelegenen Hauptstadt kommen. 
Der Schöpfer der Theatergattung war der Dichter Pedro Calderón de la Barca. Die älteste, sowohl im Text wie in der Musik überlieferte spanische Oper ist Celos aun del aire matan (1662) von Calderón und Juan Hidalgo (um 1612–1685), 1631/85 Harfenist in der Kgl. Kapelle Madrid, der mehrere Werke Calderóns vertonte.
Diese Stücke kamen so gut an, dass sich daraus eine vielfältige und breitgefächerte Bühnengattung entwickelte, die tragische, komische, volkstümliche und auch heroische Sujets umfasste. Ab etwa Mitte des 18. Jahrhunderts fanden diese Stücke kein Publikum mehr und gingen unter. Damit verschwand auch die Musik, die oftmals nur aus Versatzstücken bestand und anderen Stücken entnommen wurde. Allgemein kam nunmehr auch in Spanien die italienische Opera buffa auf die Bühnen.

### Neubelebung
Die Zarzuela wurde erst einhundert Jahre später wiederbelebt, nämlich in der zweiten Hälfte des 19. Jahrhunderts, als überall in Europa „Nationalkulturen“ entstanden. Dafür setzten sich Rafael Hernando (1822–1888) und Emilio Arrieta (1823–1894) ein und mit der Uraufführung des dreiaktigen Werkes Jugar con fuego (Libretto von Ventura de la Vega) 1851, das ein durchschlagender Erfolg wurde, schuf Francisco Asenjo Barbieri erstmals die „Zarzuela Grande“. Mit der „alten“ Zarzuela hatten diese und die folgenden Werke der Musikgattung nur wenig gemeinsam, abgesehen davon, dass sich Dialoge und Musikstücke abwechselten.
Die Zarzuela wurde 1857 von einer Künstlervereinigung, deren Ziel die Pflege und Erneuerung der Zarzuela war, dem Teatro de la Zarzuela in Madrid, errichtet. Ende des 19. Jahrhunderts waren in Madrid nicht weniger als zehn Theater ausschließlich der Aufführung dieser Werke gewidmet.
Die erste Krönung dieser Musikgattung erreichte Asenjo Barbieri 1874 mit seinem dreiaktigen El Barberillo de Lavapies, einem Werk, das auch den Weg in viele andere Länder fand und zum Vorbild für drei Generationen spanischer Bühnenkomponisten wurde. Barbieri vollendete damit den entscheidenden Schritt, spanische Sujets mit selbstständig verarbeiter Volksmusik zu verbinden.
Bedeutende Komponisten dieser Neubelebung waren neben Asenjo Barieri und Emilio Arrieta Ruperto Chapí y Lorente, Tomás Bretón, Federico Chueca (dem es wie keinem gelang, die Atmosphäre des volkstümlichen Madrids einzufangen), M. Nieto und Tomás López Torregrosa neben anderen bekannten Namen wie Vicente Lleó, Amadeo Vives, Emilio Serrano und Rafael Calleja.
Gerónimo Giménez y Bellido gelang mit La tempranica (Die Frühaufsteherin, 1900) ein weiteres bedeutendes Werk, in dem die Musik (ähnlich wie in den Offenbachiaden) die Aufgabe hat, Haltungen auszudrücken, die der Sprache und den Texten verwehrt bleibt. Besonders wird auch der Unterschied zur Operette deutlich, dass sich ausgiebige Sprechszenen und dichtgedrängte Musikszenen ergeben, die ihre eigene, volkstümliche Überraschungsstrategie als Dramaturgie besitzen.

### 20. Jahrhundert
Mit Beginn des 20. Jahrhunderts rückte auch die Zarzuela des mehraktigen „género grande“ wieder in den Vordergrund, zu deren Blüte Federico Moreno Torroba, Pablo Luna, Francisco Alonso, Jacinto Guerrero, Rafael Millán, Reveriano Soutullo, Juan Vert und Pablo Sorozábal beitrugen. Auch Enrique Granados und Manuel de Falla schrieben Zarzuelas, ebenso zahlreiche lateinamerikanische Komponisten wie z. B. der Peruaner Daniel Alomía Robles. Als bedeutendster Vertreter des Genres gilt José Serrano Simeón (1873–1941), dessen Werk sich durch seine besonders ausgeprägte „dramaturgische Unerbittlichkeit“ (Klotz) auszeichnet.
Nach dem Ersten Weltkrieg zeigte sich – ähnlich wie international in der Operette – ein beginnender Verfall der Zarzuela, der sich vor allem, wie dort auch, an den Textbüchern bzw. den Libretti feststellen lässt. Die neuen Genres der Ópera Flamenca und des Musikfilms aus spanischer Produktion standen zwar durchaus noch in der Tradition der Zarzuela, beschleunigten zugleich aber auch ihren zeitweisen Niedergang. Dazu brachte der Ausbruch des Spanischen Bürgerkriegs im Jahre 1936 weite Bereiche der musikalischen Produktion zum Erliegen, was auch für die Zarzuela nicht folgenlos blieb.